# Santa Bárbara (Valle de Santiago)
Santa Bárbara es una localidad del estado mexicano de Guanajuato. Es parte del municipio de Valle de Santiago.

## Toponimia
El nombre de la población hace referencia al santo patrono de la localidad: Bárbara de Nicomedia.

## Demografía
| Gráfica de evolución demográfica |
|                                  |

| Censo | Población |
| ----- | --------- |
| 1910  | 175       |
| 1921  | 254       |
| 1930  | 344       |
| 1940  | 701       |
| 1950  | 548       |
| 1960  | 892       |
| 1970  | 1 242     |
| 1980  | 1 230     |
| 1990  | 1 527     |
| 2000  | 1 368     |
| 2010  | 1 057     |
| 2020  | 1 113     |